# Isigny-sur-Mer (tổng)
Tổng Isigny-sur-Mer là một tổng thuộc tỉnh Calvados trong vùng Normandie.
Tổng này được tổ chức xung quanh Isigny-sur-Mer ở quận Bayeux. Độ cao khu vực này dao động từ 0 m (La Cambe) đến 85 m (Sainte-Marguerite-d'Elle) với độ cao trung bình 33 m.

## Hành chính
| Giai đoạn   | Ủy viên           | Đảng | Tư cách                       |
| ----------- | ----------------- | ---- | ----------------------------- |
| 2002 - nay  | Louis Lelong      | UMP  | Thị trưởng Castilly           |
| 2001 - 2002 | Jean-Marc Lefranc | UDF  | Cựu hị trưởng Grandcamp-Maisy |
| 1994 - 2001 | André Rauline     | DVD  | Thị trưởng Géfosse-Fontenay   |

## Các đơn vị trực thuộc
Tổng Isigny-sur-Mer gồm 24 xã với dân số 9 935 người (điều tra dân số năm 1999, dân số không tính trùng)
| Xã                       | Dân số | Mã bưu chính | Mã insee |
| ------------------------ | ------ | ------------ | -------- |
| Asnières-en-Bessin       | 55     | 14710        | 14023    |
| La Cambe                 | 518    | 14230        | 14124    |
| Canchy                   | 185    | 14230        | 14132    |
| Cardonville              | 78     | 14230        | 14136    |
| Cartigny-l'Épinay        | 279    | 14330        | 14138    |
| Castilly                 | 249    | 14330        | 14142    |
| Cricqueville-en-Bessin   | 182    | 14450        | 14204    |
| Deux-Jumeaux             | 69     | 14230        | 14224    |
| Englesqueville-la-Percée | 97     | 14710        | 14239    |
| La Folie                 | 114    | 14710        | 14272    |
| Géfosse-Fontenay         | 111    | 14230        | 14298    |
| Grandcamp-Maisy          | 1 831  | 14450        | 14312    |
| Isigny-sur-Mer           | 2 920  | 14230        | 14342    |
| Lison                    | 453    | 14330        | 14367    |
| Longueville              | 237    | 14230        | 14378    |
| Monfréville              | 94     | 14230        | 14439    |
| Neuilly-la-Forêt         | 444    | 14230        | 14462    |
| Osmanville               | 514    | 14230        | 14480    |
| Les Oubeaux              | 232    | 14230        | 14481    |
| Saint-Germain-du-Pert    | 153    | 14230        | 14586    |
| Saint-Marcouf            | 102    | 14330        | 14613    |
| Sainte-Marguerite-d'Elle | 743    | 14330        | 14614    |
| Saint-Pierre-du-Mont     | 85     | 14450        | 14652    |
| Vouilly                  | 190    | 14230        | 14763    |

## Biến động dân số
| 1962                                                     | 1968   | 1975   | 1982   | 1990   | 1999  |
| -------------------------------------------------------- | ------ | ------ | ------ | ------ | ----- |
| 12 318                                                   | 11 903 | 10 974 | 10 423 | 10 207 | 9 935 |
| Nombre retenu à partir de 1962 : dân số không tính trùng |        |        |        |        |       |